# Хронологија ФНРЈ и КПЈ фебруар 1947.
Хронолошки преглед важнијих догађаја везаних за друштвено-политичка дешавања у Федеративној Народној Републици Југославији (ФНРЈ) и деловање Комунистичке партије Југославије (КПЈ), као и општа политичка, друштвена, спортска и културна дешавања која су се догодила у току фебруара месеца 1947. године.
| ← јануар · Хронологија ФНРЈ и КПЈ током 1947. године · март → |

### 1. фебруар
- У оквиру Ослободилачког фронта за словеначку Корушку основан је Савез словеначких исељеника (словен. Zveza slovenačkih iseljenka), организација која је окупљала Корушке Словенце исељене током Другог светског рата. У првом периоду британске окупационе власти и Аустријанци нису признавали овај Савез, а легално деловање му је одобрено тек 22. јула.[1]

### 4. фебруар
- Основано југословенско-совјетско мешовито предузеће за авионски саобраћај „Југословенско совјетско авионско друштво за цивилно ваздухопловство“ (ЈУСТА), које је радило све до сукоба Југославије са Совјетским Савезом, након доношења Резолуције Информбироа, а званично је угашено августа 1949. године.[2]

### 5. фебруар
- У Београду, од 5. до 13. фебруара, пред Војним судом Треће армије ЈА одржано суђење генерал-пуковнику Александру фон Леру (1885—1947), бившем команданту немачких трупа на Југоистоку. Поред њега, на овом процесу је суђено и другим високи немачки официри — генерал-лајтант Ханс Фортнер (1884—1947), бивши командант 718. дивизије; генерал-мајор Август Шмитхубер (1901—1947), бивши командант 21. СС дивизије; генерал-лајтант Фриц Најдхолд (1887—1947), бивши командант 369. дивизије; генерал-лајтант Јозеф Киблер (1896—1947), бивши командант 118. дивизије; пуковник Гинтер Трибуктај (1909—1947), бивши командант 750. пука 118. дивизије и генерал-мајор Адалберт Лончар (1885—1947), бивши командант 724. пука у 704. дивизији. Сви оптужени, су због ратних злочина почињених у Југославији, током Другог светског рата, осуђени на смртну казну — Лер на смртну казну стрељањем, а остали вешањем — која је извршена 27. фебруара. По мотивима овог суђења Телевизија Београд је 1976. снимила историјску-драму Човек који је бомбардовао Београд, у режији Саве Мрмка.

### 8. фебруар
- У Љубљани у оквиру 98. годишњице смрти песника Францета Прешерна (1800—1849), која је била проглашена за словеначки празник културе, по први пут додељене Прешернове награде за изузетан допринос из подручја науке и уметности у Словенији. Међу првих 11 добитника награде, били су вајар Борис Калин и сликар Божидар Јакац.[3]

### 9. фебруар
- У Сарајеву, од 9. до 11. фебруара, одржан Први конгрес Народног фронта Босне и Херцеговине, коме је присуствовало 1.330 делегата и већи број гостију. У току рада Конгреса, поднета су два реферата — политички, који је поднео Ђуро Пуцар Стари и организациони, који је поднео Богомир Брајковић. На крају Конгреса усвојен је Статут, донета Резолуција и извршен избор чланова Пленума и Извршног одбора Народног фронта Босне и Херцеговине.[3]

### 10. фебруар
- У Паризу потписан Мировни уговор са Италијом, у коме су била наведена сва места која спадају на једну или другу страну границе, као и ток граничне линије између Италије, Југославије и Слободне Територије Трста — новоформиране државе која је обухватала окупационе зоне „А“ (припала Италији) и зоне „Б“ (припала Југославији).[3][2]

### 11. фебруар
- У Бањалуци Врховни суд НР Босне и Херцеговине осудио на смртну казну тројицу високих функционера Независне државе Хрватске у Босни и Херцеговини. На смртну казну вешањем осуђен је др Виктор Гутић (1901—1946), адвокат и жупан Велике жупе Покупље, а на смртну казну стрељањем, осуђени су — Никола Билогривић (1893—1947), бањалучки жупник и Феликс Недјелски, поджупан Велике жупе Усора-Соли.

### 21. фебруар
- Влада ФНРЈ упутила протестну ноту Контролном савету за Аустрију поводом пограничних инцидената на југословенско-аустријској граници.
- У Београду, од 21. до 22. фебруара, одржано заседање Народна скупштина НР Србије на коме је донето неколико закона — Закон о избору народних одбора Обласног Народног одбора Косова и Метохије и Народне скупштине Војводине, Закон о овлашћењу Владе НР Србије за доношење уредби из области заштите рада, Закон о ликвидацији аграрне реформе вршене од 6. априла 1941. године на великим поседима Аутономне Покрајине Војводине, Закон о поступку са напуштеном земљом колониста у Аутономној Косовско-метохијској области, Закон о проглашењу Приштине, Пећи и Косовске Митровице за градове и Закон о поступању са експроприсаним и конфискованим шумским поседима.[3][2]

### 23. фебруар
- У Загребу одржана Главна годишња скупштина Друштва књижевника Хрватске, која је имала значај конгреса. Скупштини је присуствовао и почасни председник Друштва књижевника Хрватске и председник Президијума Сабора НР Хрватске књижевник Владимир Назор.[3]

### 24. фебруар
- У Љубљани одржана седница Главног одбора Ослободилачког фронта Словеније на којој је донет закључак о задацима и организацији рада организација Ослободилачког фронта и о што бржем одржавању избора нових одбора Ослободилачког фронта. Секретар Извршног одбора Ослободилачког фронта Миха Маринко поднео је Реферат о задацима Ослободилачког фронта у остваривању планске привреде, а на крају седнице је донета Резолуција у којој је захтевано праведно решење корушког питања.[3]

### 25. фебруар
- У Новом Саду, 25. и 26. фебруара, одржана Прва конференција Народне омладине Војводине, на којој су изнети резултати организације од Првог конгреса УСАО Војводине до ове конференције.[3]

### 28. фебруар
- У Београду председник Владе ФНРЈ Јосип Броз Тито примио изванредног и опуномоћеног амбасадора Совјетског Савеза у Југославији Анатолија Михаиловича Лаврентијева и војног аташеа Совјетског Савеза генерал-мајора Георгиа Сидоровича.[4]